# 科纳克太阳神庙
太阳神庙，全稱科納克太陽神廟，位于孟加拉湾附近的科纳尔克（Konark或Konarak），由13世纪的羯陵伽国王那罗辛诃·提婆建造，是婆罗门教的圣地之一。1984年，被列入联合国教科文组织的世界遗产名录。

## 建筑
整座神庙被设计成太阳神苏利耶的战车形状，有12对轮子装饰和七匹马拉。这座神庙是印度最庄严的建筑物之一，不仅在于宏伟的外形、完美的比例，更是体现出一种宗教的和谐。它的线条装饰和涡形纹，还有很好的动物和人的造型，都使它在印度神庙中显得特别。神殿和观众厅的外墙都有精美的雕刻。现在的神庙中舞厅（Nata Mandir）和饭厅（Bhoga-Mandap）倒塌了，只留下一些残垣断壁。神庙裡有三尊神像，分别代表早晨的太阳，中午的太阳和黄昏的太阳。整个神庙857英尺长，540英尺宽，朝向东北方。

## 雕刻

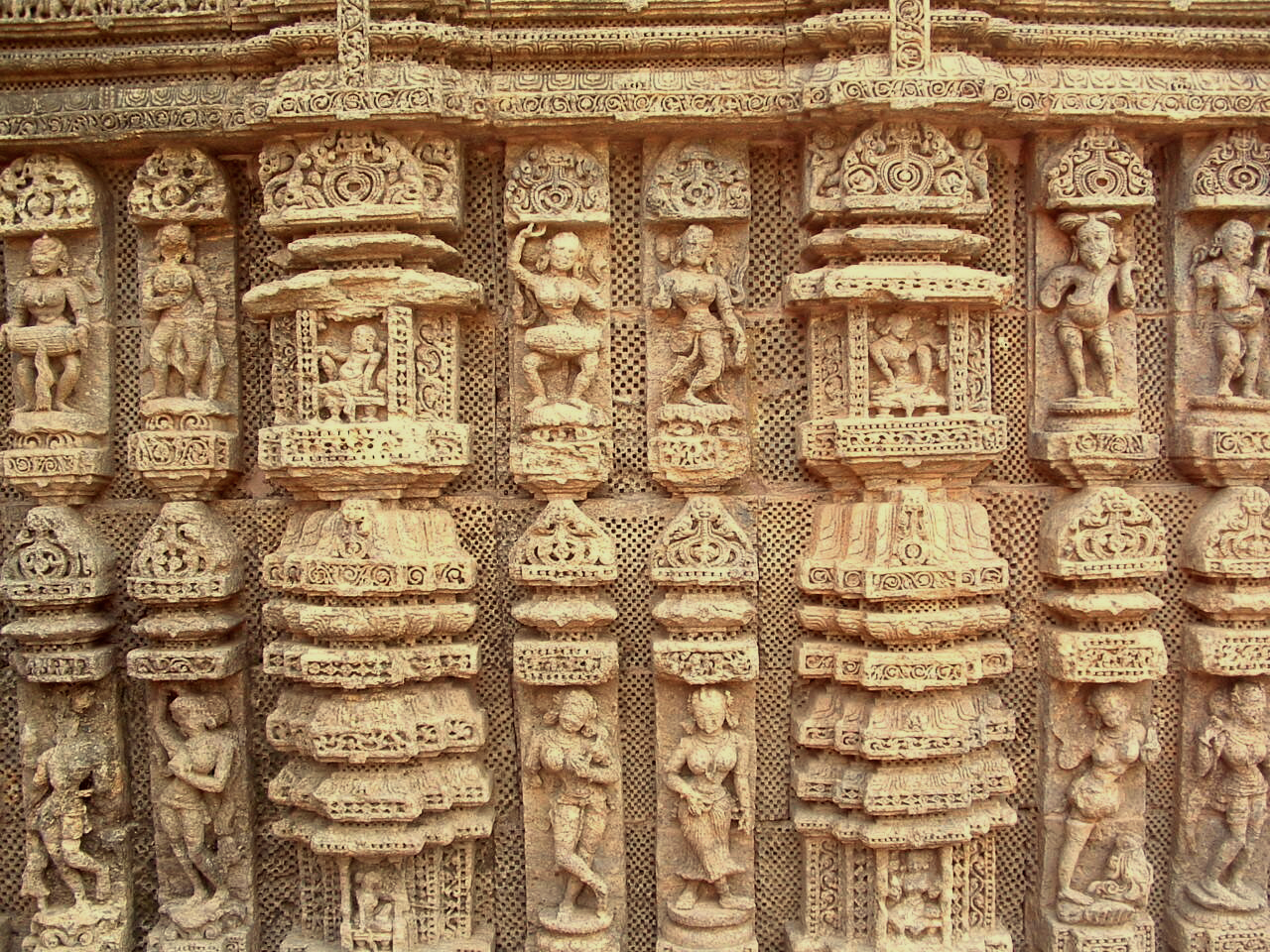
石雕艺术

神庙最底下一排的雕刻有1452只形态不同的大象。有一些图案，国王自己骑在大象的背上，仆人架着遮阳伞。戰士们拿着刀剑盾牌，赶着大象和马去作战。鹿被猎人追赶或是被射杀在森林中。有一幅老妇朝圣的图案时被认为最为动人的，她正在为她的儿子祝福，而她的媳妇拜在她脚下，她的孙子靠着她。也有描写朝圣者戴上粮食和其他有用的东西，坐着牛车在路上造饭的场景。
神庙墙上的中间一派雕刻表现了许多奇形怪状的东西，比如说狮首象身、狮首人身的怪物，和半人半蛇住在深海里搜刮财宝的那伽摩纳娑。不同形态的男女也可以在这排雕塑中看到。
最上面一排雕塑表现了许多不加掩饰的性爱场面，这是该神庙雕塑最大的特点之一。雕塑也从另一方面表现出当时人们的解剖学知识，比如说一幅男人提起女人而女人抱住男人的脖子的场景，肌肉的收缩恰到好处，这没有深奥的解剖学知识是雕不出来的。

## 圣殿
建造圣殿地板的材料是绿泥石。地板略略向北倾斜，因为那裡有一根排水沟。圣殿的四侧向内倾斜，用一块巨石封顶作为天花板。它被雕成一朵直径5英尺开放的莲花。每一片花瓣上都雕有一个舞女和坐着七匹马拉的战车的苏利耶，苏利耶的手里拿着两枝莲花。
由于整个圣殿的跨度非常大，许多直径9英寸不少于40英尺长的铁质横梁被用来支撑。这些横梁先是被制成许多小零件，后来再锻造在一起。在神庙的内墙没有任何雕刻，也没有涂过灰泥。
在圣殿里还有一个用黑色绿泥石质的宝座。这是神庙供奉的主神，苏利耶的宝座。宝座的尺寸被别为11'.0''，7'.6'' 和4'.8''。在宝座上有一个供奉苏利耶的祭坛。宝座的一些部分可能被从神庙上方落下的石头损坏过，宝座上有被用新的石头修补过的痕跡。那里还有一段通向宝座顶端的楼梯，现在仅存三级楼梯。在宝座上有许多雕刻，包括各种形态不一的动物，还有一幅国王纳拉辛哈·德瓦和他的同伴礼拜太阳神的图案。

## 环境
神庙的周围有生长在沙质土地的木黄麻属植物和其他树种，四周环境大部分未遭侵扰，低矮的丘陵，使风景充满变化。